# Umberto Onorato
Umberto Onorato (Lucera, 4 febbraio 1898 – Cassino, 14 settembre 1967) è stato un disegnatore, scenografo, giornalista e critico italiano.

## Biografia
Riconoscibile per il tratto essenziale, che ha suggerito ad alcuni un accostamento alla corrente del Futurismo, fu noto soprattutto per le caricature dei divi del teatro e del cinema italiani suoi contemporanei. Esordì come scenografo nel 1928 nella compagnia di operette Riccioli-Primavera; proseguì, negli anni '30 e '40, inventando costumi e scenografie per rilevanti compagnie italiane di prosa e di rivista. 
Collaborò con numerosi periodici e quotidiani: Il Dramma, Le grandi firme, Il travaso delle idee, Marc'Aurelio, Settebello e Cantachiaro.
Oltre ad aver illustrato il libro Modestia a parte... di Ettore Petrolini, nel 1920 pubblicò il volume Pupazzi, contenente diverse sue caricature, nel 1931 il libro autobiografico illustrato Nuovo per queste scene, nel 1934 Cento pupazzi di teatro.
Nel 1935 sposò Renata Fercioni, primogenita di Giovanni Fercioni.
Il 14 settembre 1967 perse la vita in un incidente stradale sull'Autostrada del Sole, all'altezza di Cassino. È sepolto nella tomba Fercioni al Cimitero Monumentale di Milano.

## Opere
Un consistente numero delle opere di Onorato sono esposte nella Pinacoteca Comunale di Lucera.